# سالواتوره جولیانو (فیلم)
سالواتوره جولیانو (ایتالیایی: Salvatore Giuliano) یک فیلم درام ایتالیایی به کارگردانی فرانچسکو رزی است که در سال ۱۹۶۲ منتشر شد. این فیلم به شکل مستند نئورئالیستی و غیرخطی تصویربرداری و ساخته شده‌است و دربارهٔ زندگی کسانی است که به نحوی با یاغی و تبهکار سیسیلی سالواتوره جولیانو در ارتباط بوده‌اند.
مارتین اسکورسیزی این فیلم را به عنوان یکی از ۱۲ فیلم محبوب خود در تمام دوران معرفی کرده‌است.

## بازیگران

### اصلی
- سالوو رندونه در نقش رئیس دادگاه
- فرانک ولف در نقش گاسپاره پیشوتا
- رناتو پینچیرولی در نقش پزشک قانونی
- فرانچسکو رزی (راوی فیلم در نسخهٔ ایتالیایی)[۳]
- بیشتر بازیگران فیلم، هنرپیشگان غیر حرفه‌ای محلی بودند.[۴]

### کسانی که نامشان در عنوان‌بندی فیلم نیامده[۵]
- پیترو کاماراتا در نقش سالواتوره جولیانو
- ناندو چیچرو در نقش یکی از تبهکاران
- ماسیمو مولیکا
- اهالی شهرهای کاستل وترانو، مونته‌لپره، پالرمو، سیسیل